# Rémi Ochlik
Rémi Ochlik (16 de octubre de 1983, Thionville, Francia - 22 de febrero de 2012, Homs, Siria) fue un fotógrafo de guerra francés que trabajaba en la revista Paris Match.

## Biografía
Ochlik nació en 1983 en Thionville, en el departamento de Moselle, en la región de Lorena en el noreste de Francia. Ya desde niño, quería ser arqueólogo para poder viajar y "participar en aventuras". [3] Sin embargo, tras recibir una cámara Olympus OM1 de manos de su abuelo, comenzó a mostrar interés por el mundo fotográfico.
Cursó estudios de fotografía en París y, más tarde, en la escuela de fotografía Icart. 
Comenzó a trabajar en el departamento de fotografía de la agencia Wostok en septiembre de 2002, lugar en el que comenzó a tomar parte de la captura de diversas manifestaciones.
Su gran éxito tuvo lugar tras presentar sus fotografías de los disturbios de Haití del 2004 durante las elecciones presidenciales
En este tiempo, el fotógrafo declaró:
"Fue mi guerra, pensé. Cuando vi lo que estaba pasando en Haití, inmediatamente me pregunté qué estaba haciendo allí. Hombres armados me llevaban en sus motocicletas. Podía sentir el peligro, era el lugar donde siempre había soñado estar, en la acción"
Sus fotografías fueron compradas por la revista Choc por la cantidad de 2000 euros. Gracias estas ganó el premio François Chalais para Jóvenes Reporteros y consiguió entrar en el Festival Visa pour l'Image Internacional de Fotoperiodismo, tras ser propuesto por un editor de Paris Match.
El fundador de una agencia fotográfica de París, IP3 Pulse en el año 2005, se cubrió la campaña presidencial francesa de 2007, la fotografía François Bayrou, Ségolène Royal y Nicolas Sarkozy, entre otros. [3] También cubrió la República Democrática del República del Congo en 2008 y Haití en 2010 para fotografiar el brote de cólera en Haití desde 2010 hasta 2011. [4]
Ochlik fue conocido por sus imágenes de las revoluciones árabes de primavera de 2011 y 2012, fotografías de Túnez, Egipto y Libia en 2011. En 2011, tres Ochlik de imágenes de la Primavera Árabe, la "La caída de Trípoli", "Egipto, Plaza Tahir " y "La Revolución del Jazmín" en Túnez , recibió el Grand Prix Jean-Louis Calderón y también ganó el primer premio en el World Press 2012 Concurso de fotografía de la fotografía de un combatiente rebelde libio, [ Guillaume Clavières, Photo Editor Senior de Paris Match, dijo de él.:
Rémi es uno de los fotógrafos jóvenes más talentosos de su generación. Motivado, entusiasta, curioso y brillante. Él es capaz de ir de un tema difícil noticia a otro tema menos dramática con la misma calidad fotográfica. El futuro es suyo ".
Sus fotografías aparecieron en numerosas revistas notables.

## 2012
El fotografió escenas en Siria durante el levantamiento de 2011-2012 Siria y fue asesinado en Homs durante el bombardeo pesado contra esa ciudad en un improvisado centro de prensa por parte de las fuerzas leales a Bashar al assad junto con la veterena periodista Marie Colvin.

## Repulsa internacional
La Federación Internacional de Periodistas (FIP) condenó hoy la muerte de una periodista estadounidense y otro francés durante un bombardeo en la ciudad siria de Homs, hechos que demuestran "los ataques indiscriminados" que sufren los reporteros en la zona. 
En un comunicado, la FIP afirmó que se trata de una "terrible pérdida para las familias de los periodistas, sus colegas y toda la comunidad periodística", 
También ha habido duras constestaciones del gobierno francés, británico y estadounidense por la muerte de los periodistas.

## Entierro en Siria
En un  video, colgado por activistas sirios, muestra los supuestos cuerpos del periodista francés Rémy Ochlick y la estadounidense Marie Colvin en un cementerio del barrio de Baba Amro.
Supuestamente fueron enterrados el lunes pasado, ante la imposibilidad de repatriarlos.

## Enlaces
- Pagin web https://web.archive.org/web/20120223174133/http://www.ochlik.com/
- el país
- http://es.euronews.net/2012/02/22/dos-periodistas-occidentales-mueren-atrapados-en-el-infierno-de-homs Archivado el 23 de febrero de 2012 en Wayback Machine.
- Euronews Archivado el 26 de febrero de 2012 en Wayback Machine.
- Univision
- http://www.eluniversal.com/internacional/revuelta-arabe/120222/remi-ochlik-la-guerra-es-peor-que-una-droga
- http://www.eluniversal.com/internacional/revuelta-arabe/120222/prensa-internacional-condena-la-muerte-de-dos-periodistas-en-siria

- Datos: Q561342